# Twinkletoes in Gets the Bird
Twinkletoes Gets the Bird es un corto de animación estadounidense de 1941, de la serie Animated Antics. Fue producido por los estudios Fleischer y distribuido por Paramount Pictures.

## Argumento
Twinkletoes, la paloma mensajera, debe llevar al Zoo Real un paquete conteniendo un loro, Este le causará algunos problemas antes de su entrega.

## Realización
Twinkletoes Gets the Bird es la séptima entrega de la serie Animated Antics (bufonadas animadas) y fue estrenada el 14 de marzo de 1941.
Este corto es un spinoff de la película de 1939 Gulliver's Travels, donde ya aparecía la paloma mensajera Twinkletoes. También en este corto, como en otros de la misma serie, las voces de los personajes corren a cargo de Jack Mercer.